# Детройт (Алабама)
Детройт (англ. Detroit) — місто (англ. town) в США, в окрузі Ламар штату Алабама. Населення — 230 осіб (2020).

## Географія
Детройт розташований за координатами 34°1′39″ пн. ш. 88°10′4″ зх. д. / 34.02750° пн. ш. 88.16778° зх. д. (34.027379, -88.167831). За даними Бюро перепису населення США в 2010 році місто мало площу 3,43 км², уся площа — суходіл.

## Демографія
Згідно з переписом 2010 року, у місті мешкало 237 осіб у 99 домогосподарствах у складі 66 родин. Густота населення становила 69 осіб/км². Було 131 помешкання (38/км²).
Расовий склад населення:
| - 83,1 % — білих - 13,9 % — чорних або афроамериканців |

До двох чи більше рас належало 3,0 %. Частка іспаномовних становила 0,4 % від усіх жителів.
За віковим діапазоном населення розподілялося таким чином: 26,2 % — особи молодші 18 років, 55,7 % — особи у віці 18—64 років, 18,1 % — особи у віці 65 років та старші. Медіана віку мешканця становила 39,8 року. На 100 осіб жіночої статі у місті припадало 94,3 чоловіків; на 100 жінок у віці від 18 років та старших — 92,3 чоловіків також старших 18 років.
Середній дохід на одне домашнє господарство становив 34 472 долари США (медіана — 24 107), а середній дохід на одну сім'ю — 39 344 долари (медіана — 32 500). Медіана доходів становила 49 375 доларів для чоловіків та 25 455 доларів для жінок. За межею бідності перебувало 27,9 % осіб, у тому числі 58,1 % дітей у віці до 18 років та 3,1 % осіб у віці 65 років та старших.
Цивільне працевлаштоване населення становило 68 осіб. Основні галузі зайнятості: виробництво — 39,7 %, освіта, охорона здоров'я та соціальна допомога — 25,0 %, роздрібна торгівля — 14,7 %, публічна адміністрація — 7,4 %.